# NGC 7436
NGC 7436 est une paire de galaxies située dans la constellation de Pégase. Sa vitesse par rapport au fond diffus cosmologique est de 6 899 ± 28 km/s, ce qui correspond à une distance de Hubble de 101,3 ± 7,1 Mpc (∼330 millions d'al). NGC 7436 a été découverte par l'astronome germano-britannique William Herschel en 1784.
En raison d'une brillance de surface égale à 14,11 mag/am2, on peut qualifier NGC 7436 de galaxie à faible brillance de surface (LSB en anglais pour low surface brightness). Les galaxies LSB sont des galaxies diffuses (D) avec une brillance de surface inférieure de moins d'une magnitude à celle du ciel nocturne ambiant.

## Identification de NGC 7436 et des galaxies du groupe de NGC 7436
NGC 7436 est une paire de galaxies formée par la galaxie elliptique PGC 70123 (MCG 04 54 005) à l'ouest de type S? aux coordonnées 22h 57m 56.2089s et 26° 08′ 59.755″, et par la galaxie elliptique PGC 70124 de type E0 aux coordonnées 22h 57m 57.5385s et 26° 08′ 59.962″.
Il existe une grande confusion au sujet de l'identification des galaxies dans le voisinage de NGC 7436. Certains considèrent qu'il s'agit d'une paire avec les mêmes propriétés, d'autres désignes la galaxie à l'est comme NGC 7436A et l'autre comme NGC 7436B. Pour d'autres, la galaxie NGC 7436A est la galaxie NGC 7435. De même, Wikisky étiquette PGC 70123 comme étant NGC 7436 et PGC 70124 comme NGC 7433. Ce sont des exemples qui montrent que l'emploi des désignations non conventionnelles devrait être évité.
La magnitude visuelle de PGC 70124 est d'environ 13 et celle de PGC 70123 de 16. Les propriétés de l'encadré sont celles données par la base de données NASA/IPAC pour la paire NGC 7436 considérée comme une seule galaxie.

## Groupe de NGC 7436

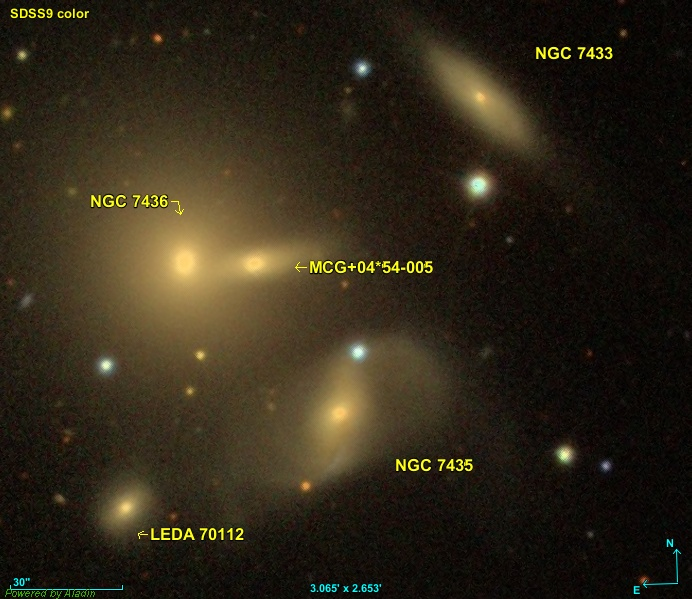
Cinq galaxies se trouvent dans la même région du ciel que NGC 7436 et leur distance de Hubble sont très semblables.

NGC 7436 est l'un des cinq membres du groupe de NGC 7436, la galaxie la plus brillante du groupe. Les quatre autres galaxies sont NGC 7433, NGC 7435, LEDA 70112 et MCG 04 54 005 désignée par certains comme NGC 7436A. Ce groupe est aussi mentionné sous la désignation WBL692 par White et al. dans un article publié en 1999. Cet article indique aussi que cinq galaxies sont membres du groupe, mais elles ne sont toutefois malheuresement pas identifiées.